# Morley Griswold

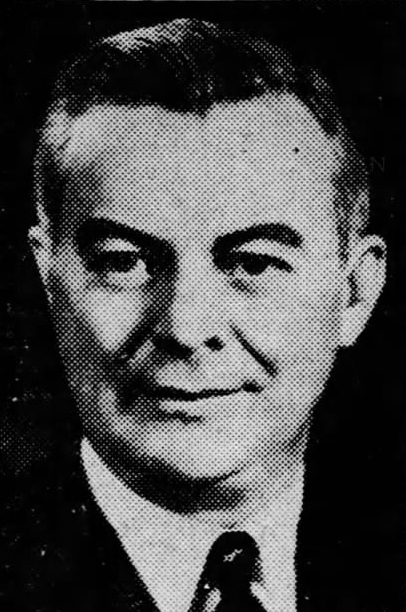
Morley Griswold.

Morley Isaac Griswold, född 10 oktober 1890 i Elko, Nevada, död 3 oktober 1951 i Reno, var en amerikansk republikansk politiker. Han var den 16:e guvernören i delstaten Nevada 1934-1935.
Griswold tjänstgjode i United States Army i första världskriget. Han valdes 1926 till viceguvernör i Nevada. Han tillträdde som guvernör när Fred B. Balzar avled i ämbetet.